# Літровник Володимир Кимович
Володимир Кимович Літровник — російський звукорежисер.
Народився 24 квітня 1954 року в Ялті. Навчався у Київському державному інституті театрального мистецтва імені Івана Карпенка-Карого. Працював у Ялті.
Оформив фільми: «Жах» (1988), «Катафалк» (1989, Приз за найкраще звукове вирішення Міжнародного кінофестивалю, Сан-Себастьян), «Веселенька поїздка» (1994) та ін. Живе і працює в Росії.
Інформація з сайту ВДІК:

Кафедра звукорежисури — ВДІК: Звукорежисер, саунд-продюсер, доцент кафедри звукорежисури ВДІК.
  
Лауреат премії «НІКА» в номінації «Найкраща робота звукорежисера», «Острів», режисер П. Лунгін, (2007), «Висоцький. Дякуємо, що живий», режисер П. Буслов, (2012).
 
Лауреат премії «Золотий орел» в номінації «Найкраща робота звукорежисера» «Адмірал», режисер - А. Кравчук (2009). 
 
Номінант премії «ТЕФІ» — 2010. Член Спілки кінематографістів РФ.
  
Член European Film Academy, Академік Академії кінематографічних мистецтв «НІКА», Академік Національної Академії кінематографічних мистецтв і наук Росії. 
 
У ВДІКу викладає з 2009 року, майстер набору 2014 року. 
Основні віхи професійної біографії: Як звукорежисер працює з 1985 року: Ялтинська кіностудія, Центральна кіностудія дитячих та юнацьких фільмів ім. М.Горького, кінокомпанія «Дирекція кіно». Як звукорежисер зробив понад 30 художніх фільмів.